# Wacom
Wacom Co., Ltd. (株式会社ワコム pronunciato /'wɑːkɒm/ o /'wækɒm/) è una società produttrice di tavolette grafiche e prodotti per grafica con sede a Kazo in Giappone. Rappresenta il principale produttore di tavolette grafiche al mondo, con una quota di mercato che ad agosto 2009 raggiunge il 95,4% in Giappone e l'86% nel mondo
.
Il nome "Wacom" è una parola giapponese composta dai termini "Wa" (armonia, cerchio) e "Komu" (computer).

## Digitalizzatori per tablet
Fin dalla creazione dei primi tablet Wacom ha collaborato con le principali case produttrici fornendo la propria tecnologia "Penabled". Questa particolare tecnologia di digitalizzatore attivo supporta fino a 2056 livelli di pressione, garantendo al Tablet PC avanzate funzionalità di inchiostro digitale e la possibilità di scrivere in modo naturale sullo schermo appoggiando il polso sullo stesso.

## Digitalizzatori multitocco
Durante il mese di ottobre 2009 Wacom ha reso disponibili alle case produttrici un nuovo tipo di digitalizzatore capacitivo in grado di fornire funzionalità multitocco ai Tablet PC, fermando in questo modo il monopolio N-Trig nel settore che continuava fin dal 2007. Attualmente presente su alcuni modelli Lenovo e Fujitsu, il digitalizzatore è capace di riconoscere la presenza contemporanea di due dita sullo schermo e di attivare le funzionalità Windows Touch presenti nel sistema operativo Windows 7.